# Южная Шуралка
Ю́жная Шура́лка (Шура́лка) — малая река на Среднем Урале, протекающая по землям города областного подчинения Кировграда и Невьянского района Свердловской области. Длина реки — 13 километров.
В пределах Кировграда Южная Шуралка протекает по жилому району Копотино. На северо-востоке города на реке образован пруд, по берегам которого расположены Набережная улица и 3-й микрорайон.
Исток Южной Шуралки находится к западу от Кировграда, на восточном склоне горы Ежовой. Устье реки находится в 3,8 км от устья реки Северной Шуралки по правому берегу, на северо-западе села Шурала.
В верховье Южная Шуралка принимает правый приток. Он образуется примерно в 300 метрах от своего устья слиянием двух водотоков: левого — длиной более двух километров, правого — длиной более трёх километров.

## Данные водного реестра
По данным государственного водного реестра России, Южная Шуралка относится к Иртышскому бассейновому округу, речному бассейну Иртыша, речному подбассейну Тобола. Водохозяйственный участок — Нейва от истока до Невьянского гидроузла.
Код объекта в государственном водном реестре — 14010501612111200006350.